# 海南壁虎
海南壁虎（学名：Gekko similignu）是壁虎科壁虎属的一种，分布于中国海南岛。

## 分类地位
英国学者马尔科姆·阿瑟·史密斯于1923年将采集于海南的一个雄性标本订名为 Gekko similignu，然而之后很多学者将本种视为中国壁虎（Gekko chinensis）的同物异名。1995年，有学者通过形态特征比较研究，建议恢复本种为有效种。

## 保护
本种于2023年被收录入《有重要生态、科学、社会价值的陆生野生动物名录》。